# Sobolewskia truncata
Sobolewskia truncata är en korsblommig växtart som beskrevs av Nikolaj Adolfovitj Busj. Sobolewskia truncata ingår i släktet Sobolewskia och familjen korsblommiga växter. Inga underarter finns listade i Catalogue of Life.